# جيليان قالبرايث
جيليان قالبرايث (بالإنجليزية: Gillian Galbraith)‏ هي صحفية بريطانية، ولدت في القرن العشرين.